# 建工路
建工路（Jiangong Rd.）為高雄市三民區至鳥松區的東西向重要道路，本道路行經灣子內、本館聚落。起端於民族一路路口銜接同盟一路，末端於三民、鳥松區交界續接球場路至本館路口。

## 行經行政區域
（由西至東）
- 三民區
- 鳥松區

## 歷史

### 沿線設施
(由東至西)
- 高雄科技大學(建工校區)(415號)
- 高雄高工(419號)
- 中華電信高雄營運處第一網路中心(421號)
- 高雄捷運高雄高工站（高雄捷運環狀輕軌、黃線）
- 灣仔內郵局(679號)
- 三民第二公有市場(850號)

## 公車資訊
- 南台灣客運
  - 16 警廣站（重忠路）－高鐵左營站－捷運巨蛋站－鼎金國小（返程延駛至警廣站（博愛四路））
  - 紅29 捷運後驛站－高醫－陽明國小
- 漢程客運
  - 紅30 澄清湖棒球場－高雄車站（建國路）
  - 紅31 金獅湖站－高雄車站（建國路）
  - 黃1 澄清湖棒球場－實踐大學（高雄城區中心）
- 東南客運
  - 37 輕軌夢時代站（統一時代百貨）－育英醫專
- 港都客運
  - 53 建軍站（捷運衛武營站）－果菜市場－高醫－高雄車站（中山路）
  - 81 瑞豐站－育英醫專
  - 217 加昌站－合群社區－鳥松區公所
- 高雄客運
  - 33 金獅湖站－捷運鹽埕埔站（大仁路）
  - 8008 捷運岡山車站－澄清湖－建國站
  - 8009 旗山北站－澄清湖－建國站
  - 8021 高雄客運鳳山站－彌陀國小
  - 8041A 林園－鳳山－澄清湖－自立十全路口
  - 8041C 高雄客運鳳山站－澄清湖－岡山－茄萣
  - 8049 崗山頭－岡山－楠梓－澄清湖－高雄客運鳳山站

## 公共自行車
- 高雄市公共自行車租賃系統：
  - 高雄科技大學東北側：建工路414號對側
  - 高雄高工：建工路558號(對面人行道)
  - 三民區民眾活動中心：大順二路/建工路口(東南側)

## 相關連結
- 高雄市主要道路列表